# Рыков, Александр Николаевич
Алекса́ндр Никола́евич Ры́ков (1874, Санкт-Петербург, Российская Империя — 7 декабря 1918, Петроград, РСФСР) — генерал-майор флота, участник Русско-японской войны, герой обороны Порт-Артура, кавалер ордена Святого Георгия IV степени.

## Происхождение
Происходил из старинного морского рода, давшему России шесть адмиралов и генералов флота, которые вместе отдали свыше пятидесяти лет освоению Дальнего Востока.

## Образование
Учился в Морском кадетском корпусе в Санкт-Петербурге на одном курсе с будущим Верховным Правителем России адмиралом А. В. Колчаком. Окончил Морской корпус в 1894 году.

## Служба
После окончания учёбы проходил службу на Черноморском флоте в звании мичмана. В конце 1901 года был переведен в эскадру Тихого океана, где в чине лейтенанта служил на броненосце «Полтава» старшим артиллерийским офицером.

### Участие в Русско-японской войне
Участвовал в обороне Порт-Артура, во время боя в Жёлтом море был серьёзно ранен и потерял ногу.

Слух о смерти командира возник после того, как из боевой рубки спустили раненного лейтенанта Рыкова. Наши рубки специально были построены, чтобы в них убивало и ранило. Не говоря уже о верхнем грибе – собирателе осколков, вход в рубку не защищен броней, и осколки снарядов, рвущихся сзади рубки, свободно проникают туда; лейтенант Рыков был ранен как раз в то время, когда наклонился к трубе передавать приказания, осколки разорвавшегося сзади рубки снаряда ранили его в ногу, задели старшего штурмана и рулевого. Вместо выбывшего Рыкова вступил в управление огнем мичман Зилов, сам уже раненый в носовой 12-дм башне.— Лутонин С. И. Деятельность броненосца “Полтава” в русско-японскую войну 1904 года

### Продолжение службы
По возвращении из японского плена служил в Главном Морском штабе в службе связи Балтийского флота в Ревеле. Был начальником инвалидного дома Императора Павла I.
С 1 марта 1918 года был назначен членом, а затем и председателем Петроградской ликвидационной комиссии Балтийского флота
Службу окончил в чине генерал-майора Морского ведомства.

### Воинские награды
Воинская служба Александра Николаевича была отмечена многими орденами до ордена Святого Владимира III степени включительно, а также орденом Св. Влкмч. и Победоносца Георгия IV степени:
- Орден Святого Станислава 3-й степени с мечами и бантом (14 марта 1904);
- Орден Святого Владимира 4-й степени с мечами и бантом (12 декабря 1905);
- Орден Святой Анны 3-й степени с мечами и бантом (2 июля 1907);
- Орден Святого Станислава 2-й степени (1907);
- Орден Святой Анны 2-й степени (1910);
- Орден Святого Георгия 4-й степени (22 мая 1910);
- Орден Святого Владимира 3-й степени (1913);
- Орден Святого Станислава 1-й степени (30 июля 1915);
- Орден Короны Румынии кавалерского креста (1901).

## Жертва Красного террора
Ещё перед получением назначения в Петроградскую ликвидационную комиссию Балтийского флота, в январе 1917 года Александр Николаевич Рыков и его супруга, Юлия Сергеевна, проживали в Петрограде на Кронверкском проспекте, д. 67.
24 октября 1918 года Рыков был арестован. Он и еще 12 человек из списка «Петроградской правды» от 20 декабря 1918 года обвинялись в организации в Петрограде вербовки и отправки добровольцев в белогвардейские отряды, формировавшиеся в то время в Мурманске. 
По данным ФСБ он был расстрелян вместе с другими 7 декабря 1918 в Петрограде, по данным «Петроградской правды» это произошло 13 декабря.

## Обнаружение останков
Останки Рыкова были обнаружены в декабре 2009 года, когда в ходе проведения археологических раскопок и поисковых исследований захоронений жертв «красного террора» на территории Петропавловской крепости на Заячьем острове между внешней стеной левого фаса Головкина бастиона и Кронверкской протокой были обнаружены останки около 200 человек, ставших жертвами большевистских расстрелов.
Одновременно с поисковыми работами проводились исследовательские работы, целью которых было установление личностей убитых. Специалистами межведомственной рабочей группы, в состав которой вошли представители Государственного музея истории Санкт-Петербурга, Государственного Эрмитажа, Института истории материальной культуры, Всероссийского общества охраны памятников истории и культуры был проведен ряд антропологических, судебно-медицинских и генетических экспертиз, велись архивные поиски.
Первыми были опознаны останки Рыкова, которые нашли в могильной яме, где было захоронено 16 человек. У занимавшейся идентификацией команды экспертов появилась соответствующая теория, когда среди найденных останков обнаружился скелет с ампутированной ногой, что соответствовало ранению Рыкова, полученному во время обороны Порт-Артура. Рыков был идентифицирован после того, как антропологическая (было проведено сравнение прижизненных фотографий Рыкова со скелетом) и генетическая (в Санкт-Петербурге были найдены два внука Рыкова, Николай Николаевич Крылов и Инга Николаевна Крылова, которые предоставили свои генетические материалы для анализа вместе с анализом их матери, которая была дочерью Рыкова) экспертизы показали стопроцентное совпадение.
Отпевание прошло 14 ноября 2011 года в Кронштадте в Морском Никольском соборе, в тот же день прах Рыкова был захоронен в Санкт-Петербурге на Новодевичьем кладбище в его родовой усыпальнице.